# Diahowa
Diahowa (ukr. Дягова) – wieś na Ukrainie, w obwodzie czernihowskim, w rejonie koriukowskim, w hromadzie Mena. W 2001 liczyła 947 mieszkańców, spośród których 936 wskazało jako ojczysty język ukraiński, 8 rosyjski, a 3 ormiański.